# نهائي كأس مصر 2017
نهائي كأس مصر 2017 هي مباراة نهائي كأس مصر التي جمعت بين فريقي الأهلي والمصري والتي فاز بها الأهلي بنتيجة 2:1، لعبت على استاد برج العرب بالإسكندرية وحكمها الحكم النرويجي سفاين أودفار موين .

## الطريق إلى النهائي
| النادي     | الأهلي  | كأس مصر     | المصري    | النادي         |
| الخصم      | النتيجة | الدور       | النتيجة   | الخصم          |
| ---------- | ------- | ----------- | --------- | -------------- |
| الألومنيوم | 6:0     | دور ال32    | 3:1       | غزل المحلة     |
| الداخلية   | 2:1     | دور ال16    | 2:0       | الإنتاج الحربي |
| وادي دجلة  | 4:1     | ربع النهائي | 1(5):(4)1 | إنبي           |
| سموحة      | 4:0     | نصف النهائي | 2:0       | الزمالك        |

## المباراة
| الأهلي | المصري |

| الأهلي                  | 1:2 (ب.و.إ.) | المصري    |
| ----------------------- | ------------ | --------- |
| جمال 117' · فتحي 1+120' |              | بيكا 103' |